# 開禧寺
開禧寺位於四川省安縣塔水鎮，文物遺址年代判定為明。1991年4月16日公佈為四川省第三批文物保護單位。2013年3月5日列為第七批全國重點文物保護單位。